# Katarzyna Månsdotter
Katarzyna Månsdotter szw. Karin Månsdotter (ur. 6 listopada 1550, zm. 13 września 1612) – królowa Szwecji, żona władcy Szwecji Eryka XIV, córka landsknechta szwedzkiego Månsa i jego żony Ingrid.
Została koronowana 5 lipca 1568, dzień po oficjalnym ślubie z Erykiem. Jednakże para pobrała się w tajemnicy już 13 lipca 1567. Jako że ślubu udzielił im arcybiskup, Riksdag uznał go za prawomocny dzięki czemu ich syn Gustaw ur. 28 stycznia 1568 został następcą tronu.
29 września 1568 Eryk XIV Waza został zdetronizowany i uwięziony.
Z małżeństwa doczekała się czwórki dzieci, z których dwoje urodziło się przed detronizacją i jedynie one przeżyły wiek niemowlęcy:
- Sygryda (1566–1633)
- Gustaw (1568–1607)
- Henryk (1570–1574)
- Arnold (1572–1572)